# Xochitlán Todos Santos
Xochitlán Todos Santos es una localidad del estado mexicano de Puebla. Es cabecera del municipio de Xochitlán Todos Santos.

## Demografía
| Censo | Población |
| ----- | --------- |
| 1900  | 2176      |
| 1910  | 1548      |
| 1921  | 1398      |
| 1930  | 1859      |
| 1940  | 1720      |
| 1950  | 2394      |
| 1960  | 2944      |
| 1970  | 3312      |
| 1980  | 3793      |
| 1990  | 3717      |
| 1995  | 3864      |
| 2000  | 4283      |
| 2005  | 4515      |
| 2010  | 5097      |
| 2020  | 5975      |